# Ilvetjørnhøi
De Ilvetjørnhøi is een berg behorende bij de gemeente Lom in de provincie Oppland in Noorwegen. De berg, gelegen in Nationaal park Jotunheimen, heeft een hoogte van 1874 meter.
De Ilvetjørnhøi is onderdeel van het gebergte Jotunheimen.